# Guadalupe Pineda
María Guadalupe Pineda Aguilar (Guadalajara, Jalisco, 23 de febrero de 1955) es una cantante mexicana, cuya privilegiada voz y estilo han marcado el panorama musical de México y Latinoamérica. Ganadora del Grammy Latino a la Excelencia Musical, ha grabado más de 30 discos con más de 14 millones de copias vendidas. Su versatilidad y fuerza interpretativa la han convertido en una de las voces favoritas y más reconocidas de México. En 1984, graba el tema "Yolanda" (más conocido como "Te Amo"), que la lanza definitivamente al gran público, logrando vender un millón y medio de discos, adquiriendo una creciente popularidad entre las nuevas voces jóvenes de la canción en México. Merecedora de innumerables premios, varios discos de oro y platino, y menciones especiales por parte de la crítica, Guadalupe es siempre un punto de encuentro para quienes gustan de la buena música.

## Inicios

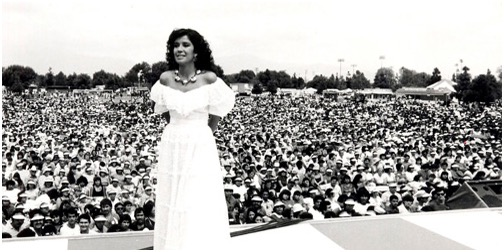
Guadalupe Pineda en sus primeros conciertos masivos en los años 80.

Nació en Guadalajara, Jalisco, de una familia de 6 hermanos, hijos del abogado Agustín Pineda y de Josefina Aguilar. Inició su carrera como cantante en pequeños foros, peñas y cafés, interpretando el canto joven de una América Latina que quería ser la escuchada, al mismo tiempo que estudiaba la carrera de Sociología en la UNAM. En esos años funda los grupos “La propuesta” y “Sanampay”, con el que graba dos discos. Poco después comienza su carrera como solista.
Después de 10 años de intensa lucha, llevando su voz a universidades, plazas públicas, reclusorios, oficinas y parques, logra llegar al público masivo con el tema “Yolanda” (Te amo), de la autoría de Pablo Milanés, que graba en 1984. Solo en su país, este álbum vende un millón y medio de copias obteniendo Disco de Platino, llevándola a presentarse en los escenarios más exigentes y prestigiosos: el Teatro de Bellas Artes, La Sala Nezahualcóyotl, el Auditorio Nacional, el Teatro de la Ciudad de México, el Teatro Degollado, el Teatro Juárez, el Festival Cervantino, por mencionar solo algunos donde sus presentaciones siempre son exitosas y atestiguan el cariño y el respeto que Guadalupe se ha ganado. Para 1986, con el álbum "Un Poco Más" recibe Disco de Oro por más de 500 000 copias vendidas.
Durante la década de los 90, lanza al mercado los exitosos álbumes "20 Boleros de Siempre" (1990) y "Costumbres" (1991), ambos logrando Disco de Oro por superar las 100 000 copias vendidas en México. A estos le siguieron "De Nuevo Sola" (1993) grabado en República Dominicana bajo la dirección del productor Manuel Tejada, "Enamorarse Así" (1994) producido por Pepe Aguilar y Joel Solís, "Así Como Tú: Baladas, Boleros y Rancheras" (1997) y "Vestida de Besos" (1998) donde incluye su gran éxito "Coincidir", autoría del compositor mexicano Alberto Escobar.

## Carrera internacional
Con su clara y potente voz, junto a una gran versatilidad, ha trascendido fronteras. Presentándose en foros como el festival de Rimini, Italia (1987), El casino de Madrid, España (1989), el Foro del hotel MGM de Las Vegas, Estados Unidos (1996), el Teatro de Bellas Artes de Puerto Rico (2003), el Festival Cultural de Saint Germain des Prés y La maison de L’Amerique Latine (2005). En La plage Miramar, Cannes, en una gala especial de la UNESCO (2007) y en el Festival Internacional del Mariachi en el Santa Barbara Bowl (2008), solo por mencionar algunos de los muchos lugares en el mundo donde Guadalupe se ha presentado. Sus discos se han editado en países tan lejanos como el Japón.
Ha realizado giras por Estados Unidos, Irlanda, España, Italia, Francia, Colombia, Puerto Rico, Ecuador, Venezuela, Argentina, Centro y Sudamérica. Invitada por la gran cantante argentina Mercedes Sosa, se presentó en el Teatro Colón de Buenos Aires en 2006, el New York Theater de Nueva York y el UIC Pavillion de Chicago (2007). Guadalupe se presentó en los prestigiosos Teatro Harris de Chicago (2009), Teatro Du Rond Point en París, Francia (2009) y en la Catedral de Notre Dame de París (2009).
A lo largo de su carrera, ha compartido escenario con figuras de la talla de Mireille Mathieu, Rocío Dúrcal, Olga Guillot, Marco Antonio Muñiz, Plácido Domingo, Aída Cuevas, Paquita la del Barrio, La Sonora Santanera, Pepe Aguilar, Natalia Lafourcade, Eugenia León, Tania Libertad, Joan Báez, Linda Ronstadt, Pablo Milanés, Fernando de la Mora, Antonio Aguilar, Armando Manzanero, José Luis Rodríguez, entre muchos otros.
En 2004, recibe Doble Disco de Platino con su disco “Arias de Ópera” por ventas superiores a las 150 mil copias en México, grabado con la participación de la Camerata de las Américas.
En 2009, realiza un exitoso concierto junto a la cantante italiana Filippa Giordano en el Auditorio Nacional de la Ciudad de México, titulado "Coincidencias", con el que luego reciben nominación a los Premios Lunas del Auditorio en la categoría "Mejor Espectáculo Balada".

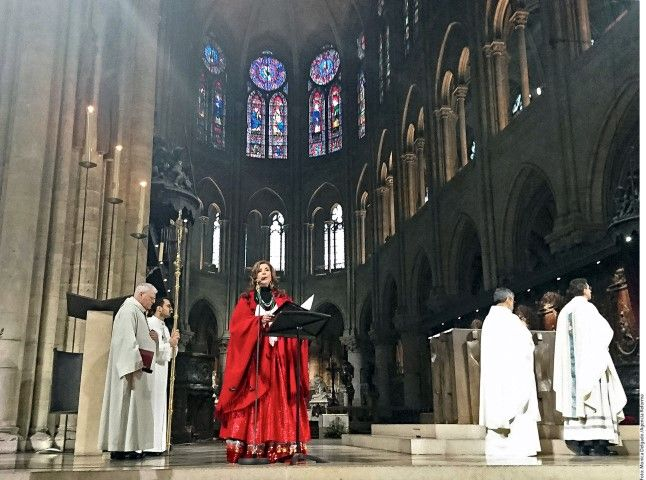
Guadalupe Pineda cantando en Notre Dame, en Francia.

En 2010, se presentó en innumerables foros por toda la república mexicana y nuevamente visita la ciudad Chicago en un concierto gratuito en el Parque Sabor de México, en los primeros días del mes de septiembre. Para celebrar el Bicentenario de la Independencia y el Centenario de la Revolución Mexicana, se presentó el día 15 de septiembre en la plaza pública conocida como “L.A. Live” y el día 16 de septiembre en el Consulado General de México en Los Ángeles, California. Lugares en los que fue gratamente recibida y ovacionada por la multitud.
Ha tenido participaciones especiales y su voz ha sido incluida en varias películas tanto nacionales como extranjeras, entre otras: “Monjas coronadas” producción mexicana, director Paul Leduc. "Campanas Rojas" coproducción México-Soviética, director Serguéi Bondarchuk, "La Finestra di Fronte", producción italiana, director Ferzan Özpetek. Guadalupe Pineda es la única mexicana presente en colecciones discográficas tan importantes como la compilación del Buddha Bar de Francia (año 2002, Volumen IV) que ha sido editada en el mundo entero, al igual que en la colección italiana Monte Carlo (04/CD amor).
En septiembre de 2012, celebra 35 años de vida artística con dos conciertos completamente agotados en el Palacio de Bellas Artes de la Ciudad de México, grabados para CD y DVD por su disquera Sony Music. Mismo éxito que se repetiría a principios de 2013 en el Auditorio Nacional, logrando un lleno total con un gran espectáculo, demostrando que la intérprete se encuentra en uno de los mejores momentos de su carrera. Y a finales del mismo año, Guadalupe lanza al mercado su producción titulada "En Bellas Artes, Vol. 1 y 2" grabada durante sus conciertos en el Palacio de Bellas Artes el año anterior y regresa al Auditorio Nacional como invitada especial de Plácido Domingo en su concierto celebrando los 60 años de este importante recinto junto a la Orquesta Filarmónica de la Ciudad de México.
En 2015, lanzó su producción musical “Tiempo de Amar”, material donde interpreta magistralmente y a su manera algunas de las canciones más conocidas de íconos musicales como Maná, Café Tacvba, Ricardo Montaner y Gian Marco. Y en noviembre del mismo año, Guadalupe Pineda participó junto a Tania Libertad y Eugenia León en la grabación del álbum Primera Fila bajo el concepto de “Las Tres Grandes” para Sony Music. En diciembre, viaja nuevamente a París dónde es invitada a presentarse en la Catedral de Notre Dame durante las Mañanitas a la Virgen de Guadalupe y luego ofrece un exitoso recital en el Oratorio del Museo del Louvre acompañada por mariachi.
En 2016, recibe Disco de Oro junto a Tania Libertad y Eugenia León por las altas ventas de su exitoso proyecto "Las Tres Grandes" Primera Fila, otorgado por Sony Music. Espectáculo con el cual realizaron una gira de promoción con llenos totales por toda la república mexicana, en lugares como el Auditorio Nacional en la Ciudad de México, el Auditorio TelMex de Guadalajara, Jalisco y el Auditorio Banamex de Monterrey, Nuevo León. Este álbum con CD/DVD recibe nominación en la 17.ª Entrega del Grammy Latino, en la categoría Mejor Video Musical Versión Larga, siendo también invitadas a presentarse en la ceremonia televisada de estos prestigiosos premios transmitidos por la cadena Univision.
Para 2018, la cantante realiza una gira promocional por Estados Unidos, presentándose en los principales programas de audiencia nacional para luego viajar a Chicago donde realiza un exitoso concierto en el legendario teatro Copernicus Center titulado "Canciones de mi Tierra", acompañada por el Mariachi Universal y como artista invitado el cantante Edward Mena. En noviembre de este mismo año, lanza su nueva producción "Homenaje a los Grandes Compositores" donde rinde tributo a los grandes autores de todos los tiempos, incluyendo duetos con Armando Manzanero, Pablo Milanés, Pepe Aguilar, La Sonora Santanera, María León (cantante), Oscar Chávez, entre otros. Este disco rápidamente alcanzó el primer lugar en ventas en México.
El 10 de mayo de 2019 regresa al Teatro Metropólitan en la Ciudad de México presentando un concierto dedicado a las madres logrando un rotundo éxito, agotando las localidades interpretando lo mejor de sus grandes éxitos y temas de su más reciente disco.
En agosto de 2019, regresa a Estados Unidos donde realiza una exitosa gira de medios en la ciudad de Los Ángeles donde presentó para su público de este país el disco "Homenaje a los Grandes Compositores".
En febrero de 2020 realiza una serie de exitosos conciertos junto a El Consorcio presentando un espectáculo dedicado al amor en el Auditorio Nacional en la Ciudad de México y en la Arena Monterrey en Nuevo León, ofreciendo ambas noches una velada maravillosa con un concierto magnífico.
El 23 de mayo de 2020, participa en el concierto virtual "Cuídate y Cuéntate" presentado por la organización CHIRLA de California, junto a un gran elenco internacional de personalidades como Lupillo Rivera, Ninel Conde, Diego Verdaguer, Leo Dan, Kate del Castillo, Edward James Olmos, Ana Maria Polo, Ana Victoria, entre muchos otros, transmitido vía streaming y por TV Nacional en Estados Unidos.
En septiembre de 2021, se presenta con gran éxito en los Premios Billboard de la música latina junto a Yuri y Ana Barbara dónde rindieron un homenaje póstumo a Juan Gabriel interpretando varios de sus emblemáticos éxitos en conmemoración del cuarto aniversario de su desaparición física.
El 26 de enero de 2022 Guadalupe realizó un concierto en el Jubilee Stage de la Expo 2020 Dubái y otro más el 30 de enero como parte Las Tres Grandes; ambos conciertos formaron parte del programa cultural del pabellón de México.

## Reconocimientos
En 1986, Pineda es nominada por primera vez a los prestigiosos Premios TVyNovelas durante su cuarta entrega en la categoría "Mejor TV Cantante Revelación". En 2007, le otorgan el nombramiento "Mujer del Año" por parte de la UNESCO y el Parlamento Europeo en Cannes, Francia. Asimismo, es la única artista mexicana que ha recibido el Grand Prix, premio que otorga la Sociedad de Autores, Compositores y Editores de Francia (SACEM), galardón que recibió en la ciudad de París, Francia, en diciembre del 2009, por su exitosa producción discográfica "Francia con Sabor Latino", la cual luego se ubicó en el primer lugar de ventas por ocho semanas seguidas en México. Se le otorga también en Francia el nombramiento de "Embajadora de la Francofonía" y ha sido reconocida por La Federación Ibero Latinoamericana de Artistas, Intérpretes y Ejecutantes por su trayectoria profesional, entre muchos otros.
El 24 de septiembre de 2021, recibe la distinción de "Visitante Distinguida" del Condado Miami-Dade otorgado por la Alcaldesa Daniella Levine Cava en reconocimiento a su trayectoria artística durante un acto protocolar en su honor en el Consulado General de México en Miami.

### Premios Grammy Latinos
Los Premios Grammy Latinos son galardones otorgados por la Academia Latina de Artes y Ciencias de la Grabación. En noviembre de 2017, Pineda fue distinguida con el Grammy Latino a la Excelencia Musical en el Hotel Mandalay Bay de Las Vegas. Este importante premio es otorgado por votación del Consejo Directivo de La Academia Latina de la Grabación a
artistas que han realizado contribuciones creativas de excepcional importancia artística en el campo de la
grabación.
| Año  | Nombre                         | Categoría                                                                      | Resultado |
| ---- | ------------------------------ | ------------------------------------------------------------------------------ | --------- |
| 2017 | Grammy a la Excelencia Musical | Premio otorgado por el Consejo Directivo de La Academia Latina de la Grabación | Ganadora  |
| 2016 | Las Tres Grandes: Primera Fila | Mejor Video Musical Versión Larga                                              | Nominada  |

### Premios Lunas del Auditorio
Los Premios Lunas del Auditorio son un reconocimiento otorgado por el Auditorio Nacional a los mejores espectáculos en vivo en México.
| Año  | Nombre                                              | Categoría                | Resultado |
| ---- | --------------------------------------------------- | ------------------------ | --------- |
| 2009 | Guadalupe Pineda & Filippa Giordano "Coincidencias" | Mejor Espectáculo Balada | Nominada  |

## Vida personal
Fue sobrina del actor y cantante Antonio Aguilar, dado que su mamá, la señora Josefina Aguilar Barraza, era hermana del actor. Prima hermana de los cantantes y actores Antonio Aguilar hijo y Pepe Aguilar. Tía de Angela Aguilar. Su hija es Mariana Gurrola Pineda. Estuvo casada con el periodista Ricardo Rocha. Actualmente es esposa del licenciado Antonio Lozano Gracia.

## Discografía

### Álbumes de estudio
- Homenaje a los grandes compositores (2018)
- Tiempo de amar (2015)
- A flor de piel (2011)
- Francia con sabor latino (2009)
- Gracias a la vida (2006)
- Un mundo de arrullos (2005)
- Canciones de mi tierra (2004)
- Mi corazón se abre a tu voz: Arias de ópera (2002)
- Con los tríos del siglo (2000)
- Vestida de besos (1998)
- Así como tú (1997)
- Enamorarse así (1994)
- De nuevo sola (1993)
- Costumbres (1991)
- Boleros de siempre (1990)
- Eclipse de mar (1989)
- Para comenzar… (1988)
- Solamente una vez (1987)
- Un poco más (1985)
- Te amo (1984)
- Guadalupe Pineda (1981)
- Todo cambia (1980)
- Guadalupe Pineda y Carlos Díaz “Caito” (1980)
- Coral terrestre (junto al grupo Sanampay) (1979)
- Yo te nombro (junto al grupo Sanampay) (1978)

### Álbumes en vivo
- Las Tres Grandes: Primera fila (con Tania Libertad y Eugenia León) (2015)
- En Bellas Artes, vol. 2 (2013)
- En Bellas Artes, vol. 1 (2013)
- La Voz en vivo, vol. 2 (2008)
- La Voz en vivo, vol. 1 (2008)
- Un canto a México (1988)

### Sencillos
- Tú, Solo Tú (2022)
- Besos y Copas (2021)